# Honduranische Fußballnationalmannschaft/Weltmeisterschaften
Der Artikel beinhaltet eine ausführliche Darstellung der honduranischen Fußballnationalmannschaft bei Fußball-Weltmeisterschaften. Die Nationalmannschaft Honduras nahm dreimal an Weltmeisterschaften teil.

## Überblick
| Jahr | Gastgeberland  | Teilnahme bis …    | Letzte(r) Gegner               | Ergebnis | Trainer                | Bemerkungen und Besonderheiten |
| ---- | -------------- | ------------------ | ------------------------------ | -------- | ---------------------- | --- |
| 1930 | Uruguay        | nicht teilgenommen |                                |          |                        | Kein Mitglied der FIFA |
| 1934 | Italien        | nicht teilgenommen |                                |          |                        | Kein Mitglied der FIFA |
| 1938 | Frankreich     | nicht teilgenommen |                                |          |                        | Kein Mitglied der FIFA |
| 1950 | Brasilien      | nicht teilgenommen |                                |          |                        | Kein Mitglied der FIFA |
| 1954 | Schweiz        | nicht teilgenommen |                                |          |                        | |
| 1958 | Schweden       | nicht teilgenommen |                                |          |                        | |
| 1962 | Chile          | nicht qualifiziert |                                |          |                        | In der Qualifikation in der 1. Runde im Entscheidungsspiel an Costa Rica gescheitert                                                                           |
| 1966 | England        | nicht qualifiziert |                                |          |                        | In der Qualifikation in der 1. Runde an Mexiko und den USA gescheitert.                                                                                        |
| 1970 | Mexiko         | nicht qualifiziert |                                |          |                        | In der Qualifikation im Halbfinale an El Salvador gescheitert.                                                                                                 |
| 1974 | Deutschland    | nicht qualifiziert |                                |          |                        | In der Qualifikation in der 2. Runde an Haiti gescheitert. |
| 1978 | Argentinien    | zurückgezogen      |                                |          |                        | |
| 1982 | Spanien        | 1. Finalrunde      | Spanien Nordirland Jugoslawien | 18.      | José de la Paz Herrera | Remis im ersten WM-Spiel gegen den Gastgeber |
| 1986 | Mexiko         | nicht qualifiziert |                                |          |                        | In der Qualifikation in der Endrunde an Kanada gescheitert. |
| 1990 | Italien        | nicht qualifiziert |                                |          |                        | In der Qualifikation in der Vorausscheidungsrunde an Trinidad & Tobago gescheitert                                                                             |
| 1994 | USA            | nicht qualifiziert |                                |          |                        | In der Qualifikation in der Endrunde an Mexiko, Kanada und El Salvador gescheitert, von denen sich nur Mexiko qualifizieren konnte.                            |
| 1998 | Frankreich     | nicht qualifiziert |                                |          |                        | In der Qualifikation in der Halbfinalrunde an Mexiko und Jamaika gescheitert, das sich auch nicht qualifizieren konnte.                                        |
| 2002 | Südkorea/Japan | nicht qualifiziert |                                |          |                        | In der Qualifikation in der Finalrunde an Costa Rica, Mexiko und den USA gescheitert.                                                                          |
| 2006 | Deutschland    | nicht qualifiziert |                                |          |                        | In der Qualifikation in der dritten Runde an Costa Rica und Guatemala gescheitert, das sich auch nicht qualifizieren konnte.                                   |
| 2010 | Südafrika      | Vorrunde           | Chile Spanien Schweiz          | 30.      | Reinaldo Rueda         | Ohne Torerfolg als Gruppenletzter ausgeschieden |
| 2014 | Brasilien      | Vorrunde           | Frankreich Ecuador Schweiz     | 31.      | Luis Fernando Suárez   | Erstmals mit drei Niederlagen ausgeschieden |
| 2018 | Russland       | nicht qualifiziert |                                |          |                        | In der Qualifikation in den interkontinentalen Playoffs an Australien gescheitert.                                                                             |
| 2022 | Katar          | nicht qualifiziert |                                |          |                        | In der Qualifikation musste Honduras erst in der dritten Runde eingreifen. Schon vor den letzten vier Spielen lag Honduras aussichtslos auf dem letzten Platz. |

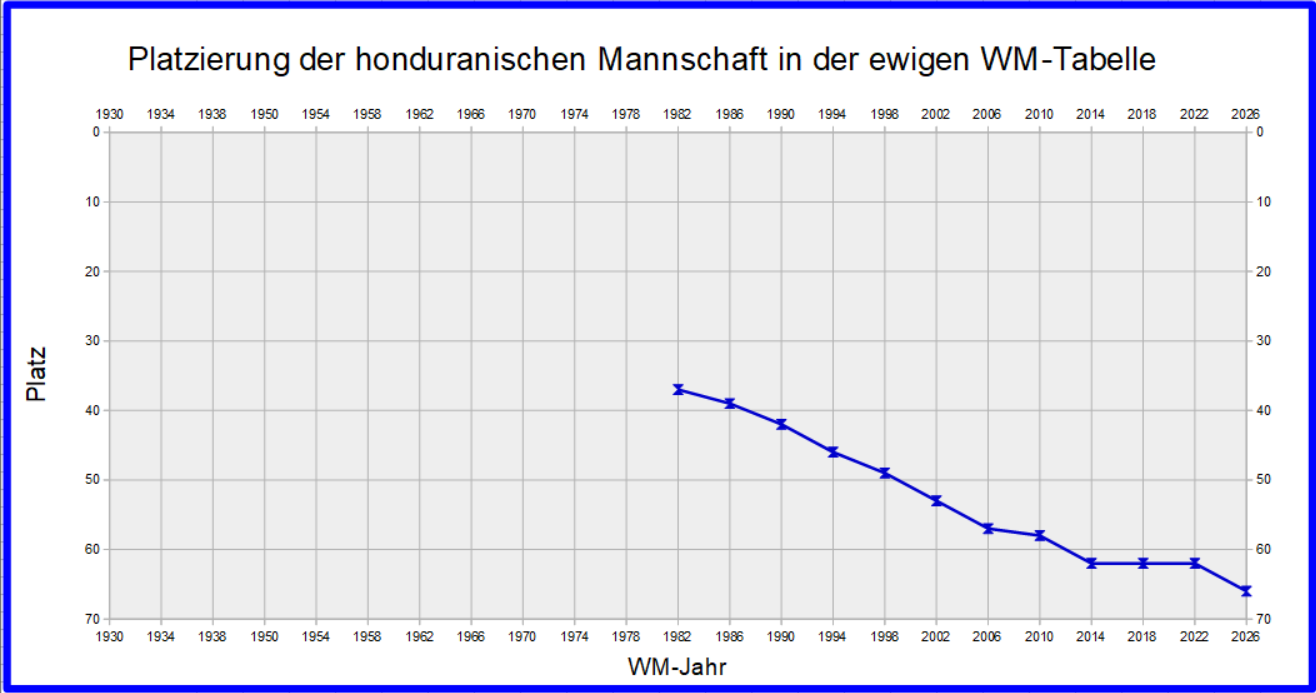
Platzierung der honduranischen Mannschaft in der ewigen WM-Tabelle

Statistik (Angaben inkl. 2022: 22 Weltmeisterschaften; Prozentangaben sind gerundet)
- Kein FIFA-Mitglied: 4× (18 %; 1930, 1934, 1938 und 1950)
- Teilnahmeverzicht: 3× (14 %; 1954, 1958 und 1978)
- Nicht qualifiziert: 12× (55 %; 1962, 1966, 1970, 1974, 1986, 1990, 1994, 1998, 2002, 2006, 2018 und 2022)
- Sportliche Qualifikation: 3× (14 % bzw. bei 21 % der Versuche)
  - Vorrunde: 3× (14 %; 1982, 2010 und 2014)

### Weltmeisterschaften 1930 bis 1958
Honduras hatte zwar bereits 1921 ein Länderspiel ausgetragen und 1930, 1935 sowie 1950 an den Zentralamerika- und Karibikspielen und 1946 an der CCCF-Meisterschaft teilgenommen, der honduranische Fußballverband war aber erst 1951 gegründet und in die FIFA aufgenommen worden. Daher konnte die Mannschaft nicht an den ersten vier WM-Turnieren teilnehmen. Aber auch für die beiden folgenden WM-Turniere erfolgte keine Anmeldung, obwohl weiterhin an der CCCF-Meisterschaft teilgenommen wurde.

### Weltmeisterschaft 1962 in Chile
Die Qualifikation zur WM in Chile war die erste an der Honduras teilnahm. Am 4. September 1960 wurde in Tegucigalpa das erste WM-Qualifikationsspiel gegen Costa Rica mit 2:1 gewonnen. Am Ende dieser ersten Runde war aber ein Entscheidungsspiel gegen Costa Rica notwendig, nachdem beide in der Gruppe mit Guatemala 5:3 Punkte hatten und die bessere Tordifferenz von Costa Rica nicht zählte. In Guatemala-Stadt verlor Honduras dann gegen Costa Rica mit 0:1. In der Finalrunde scheiterte Costa Rica aber an Mexiko.

### Weltmeisterschaft 1966 in England
In der Qualifikation für die WM in England scheiterte Honduras in der 1. Runde an Mexiko und den USA. Lediglich im letzten Spiel gegen die USA, in dem die USA auf ihr Heimrechte verzichtete, konnte dabei ein Punkt gewonnen werden.

### Weltmeisterschaft 1970 in Mexiko
Da Mexiko für die WM im eigenen Land automatisch qualifiziert war, stand den CONCACAF-Mannschaften ein weiterer Startplatz zu. Um diesen bewarben sich 12 Mannschaften. Honduras setzte sich überraschend in der 1. Runde gegen Costa Rica und Jamaika durch. Im Halbfinale traf die Mannschaft auf El Salvador und gewann das erste Spiel in Tegucigalpa mit 1:0. Das Rückspiel wurde zwar mit 0:3 verloren, da die mehr erzielten Tore nicht zählten, gab es ein Entscheidungsspiel in Mexiko-Stadt. Dieses gewann El Salvador mit 3:2 nach Verlängerung. Schon nach dem zweiten Spiel war es in San Salvador zu Unruhen gekommen und auch nach dem Entscheidungsspiel gab es Unruhen, die zum sogenannten Fußballkrieg führten. Die WM-Qualifikation war aber nicht der eigentliche Anlass, denn Honduras hatte im Zuge einer Agrarreform am 30. April 1969 die illegalen Einwanderer aus El Salvador aufgefordert, innerhalb von 30 Tagen nach El Salvador zurückzukehren. Mit dem Ziel, dies rückgängig zu machen, griff El Salvador am 14. Juli 1969 den Nachbarn an. Auf Druck der OAS endete der Krieg vier Tage später, ohne dass die Forderungen erfüllt wurden. El Salvador qualifizierte sich anschließend in drei Spielen gegen Haiti erstmals für die WM.

### Weltmeisterschaft 1974 in Deutschland
Auch für die WM in Deutschland konnte sich Honduras nicht qualifizieren. Zwar setzte sich die Mannschaft in der 1. Runde der Qualifikation erneut gegen Costa Rica durch, scheiterte dann aber ebenso wie Mexiko an Haiti, das sich damit zum bisher einzigen Mal qualifizierte und in Deutschland die Italiener überraschte. Beim Turnier in Port-au-Prince konnte Honduras lediglich das erste Spiel gegen Trinidad & Tobago gewinnen, gegen Mexiko, Guatemala und die Niederländischen Antillen reichte es nur zu Unentschieden, während gegen Gastgeber Haiti verloren wurde – mit einem Sieg wäre Honduras qualifiziert gewesen.

### Weltmeisterschaft 1978 in Argentinien
Honduras war 1974 von Hurrikan Fifi verwüstet worden und in den Jahren 1974 bis 1979 gab es nur ein Länderspiel. An der Qualifikation für die WM in Argentinien nahm Honduras, das sich in der Zentralamerikanischen Zone gegen Guatemala, El Salvador, Costa Rica und Panama für die zweite Runde qualifizieren sollte, daher nicht teil.

### Weltmeisterschaft 1982 in Spanien
Die Qualifikation für die WM in Spanien verlief dann erfolgreich. In der 1. Runde schalteten Honduras und El Salvador, die diese Runde punktgleich beendeten, Costa Rica, Guatemala und Panama aus. In der zweiten Runde setzten sich dann beide überraschend gegen Mexiko, Kanada, Kuba und Haiti durch. Da die Finalrunde gleichzeitig als CONCACAF-Nations-Cup 1981 zählte, wurde Honduras damit auch erstmals Nord- und Mittelamerika-Kontinentalmeister.
In Spanien traf Honduras auf drei europäische Mannschaften: im ersten Spiel auf den Gastgeber und erkämpfte ein 1:1, wobei Héctor Zelaya bereits in der siebten Minute das erste WM-Tor für Honduras erzielte, das die Spanier erst in der 65. Minute durch einen Foulelfmeter ausgleichen konnten. Das zweite Spiel gegen Nordirland endete ebenfalls 1:1. Und auch im letzten Spiel gegen Jugoslawien hielten die Mittelamerikaner lange ein 0:0, mussten dann aber in der 88. Minute durch einen Foulelfmeter das 0:1 hinnehmen. Damit schied Honduras als Gruppenletzter aus und verabschiedete sich für 28 Jahre von der WM-Bühne.

### Weltmeisterschaft 1986 in Mexiko
In der Qualifikation zur zweiten WM in Mexiko schaltete Honduras in der 1. Runde Panama mit zwei Siegen aus und überstand auch die zweite Runde gegen El Salvador und Suriname mit zwei Siegen und zwei Remis. In der Endrunde belegte Honduras dann aber punktgleich mit Costa Rica hinter Kanada nur den zweiten Platz, wodurch sich Kanada zum bisher einzigen Mal für die WM qualifizierte.

### Weltmeisterschaft 1990 in Italien
In der Qualifikation zur zweiten WM in Italien scheiterte Honduras bereits in der Vorausscheidungsrunde an Trinidad & Tobago. Beide Spiele endeten remis. Da Honduras beim 1:1 im Heimspiel aber ein Gegentor kassierte, während das Auswärtsspiel torlos endete, kam die Auswärtstorregel zum Tragen.

### Weltmeisterschaft 1994 in den Vereinigten Staaten
Etwas besser verlief die Qualifikation für die WM in den USA. In der ersten Runde setzte sich Honduras mit 0:0 und 2:0 gegen Guatemala durch. In der zweiten Runde schalteten Mexiko und Honduras punktgleich Costa Rica und St. Vincent und die Grenadinen aus. In der Endrunde belegte Honduras aber hinter Mexiko, Kanada und El Salvador nur den vierten Platz.

### Weltmeisterschaft 1998 in Frankreich
In der Qualifikation für die zweite WM in Frankreich konnte sich Honduras wieder nicht qualifizieren. Für die Halbfinalrunde war Honduras gesetzt, konnte sich darin aber nicht gegen Jamaika und Mexiko durchsetzen. Zwar erzielte Honduras mit 18 Toren die meisten dieser Gruppe, davon 11 beim 11:3 gegen St. Vincent und die Grenadinen, musste aber auch 11 Gegentore hinnehmen.

### Weltmeisterschaft 2002 in Japan und Südkorea
Die Qualifikation für die erste WM in Asien verlief dann wieder nicht erfolgreich. In der Zentralzone 2 belegte Honduras zunächst punkt- und tordifferenzgleich aber mit einem weniger erzielten Tor hinter Panama nur den zweiten Platz und musste den Umweg über die Interzonen-Qualifikation gehen. In dieser wurde Haiti mit 4:0 und 3:1 besiegt. In der CONCACAF-Zwischenrunde belegte Honduras vor Jamaika, El Salvador und St. Vincent und den Grenadinen den ersten Platz und erzielte mit 25 Toren die meisten aller Mannschaften der Zwischenrunde. In der CONCACAF-Finalrunde reichte es dann aber nur zum vierten Platz hinter Costa Rica, Mexiko und den USA, die sich qualifizierten. Honduras hatte ebenso wie Jamaika und Trinidad & Tobago das Nachsehen.

### Weltmeisterschaft 2006 in Deutschland
Für die zweite WM in Deutschland gelang wieder nicht die Qualifikation. Diese begann für Honduras in der zweiten Runde mit zwei Siegen gegen die Niederländischen Antillen. Die dritte Runde schloss die Mannschaft als Dritter hinter den punktgleichen Mannschaften von Costa Rica und Guatemala ab und ließ nur Kanada hinter sich.

### Weltmeisterschaft 2010 in Südafrika
Für die erste WM in Afrika konnte sich Honduras dann wieder qualifizieren. Die Qualifikation begann für Honduras in der zweiten Runde mit einem 4:0 gegen Puerto Rico, dem ein 2:2 in Puerto Rico folgte, womit die dritte Runde erreicht wurde. In dieser setzte sich Honduras zusammen mit Mexiko gegen Jamaika und Kanada durch. In der vierten Runde wurde Platz 3 hinter den USA und Mexiko vor Costa Rica, El Salvador und Trinidad & Tobago belegt. Damit war Honduras für Südafrika qualifiziert.
In Südafrika traf Honduras im ersten Spiel auf Chile und verlor mit 0:1. Auch das zweite Spiel gegen Europameister Spanien wurde mit 0:2 verloren. Damit war Honduras bereits vor dem letzten Spiel ausgeschieden, erkämpfte aber noch ein 0:0 gegen die Schweiz, wodurch auch die Schweizer ausschieden. Ohne Torerfolg belegte Honduras nur den letzten Platz in der Gruppe.

### Weltmeisterschaft 2014 in Brasilien

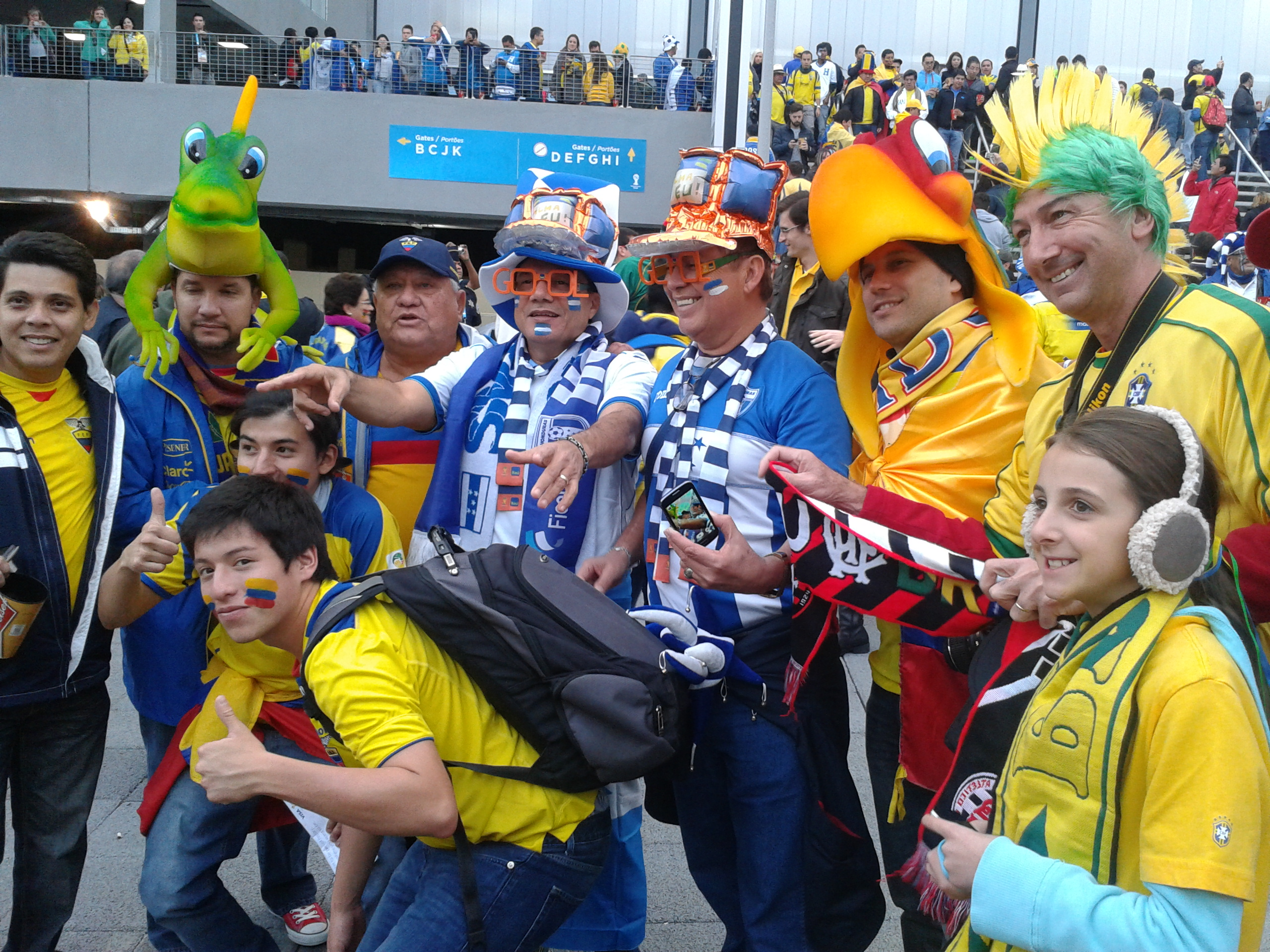
Fans aus Honduras und Ecuador vor dem Gruppenspiel

Für die zweite WM in Brasilien konnte sich Honduras dann nochmals qualifizieren. In der dritten Runde, für die Honduras automatisch qualifiziert war, setzte sich die Mannschaft punktgleich mit Panama gegen Kanada und Kuba durch, wobei das Weiterkommen erst im letzten Gruppenspiel durch ein 8:1 gegen die zu dem Zeitpunkt vor ihnen liegenden Kanadier gesichert wurde. Die vierte Runde wurde dann als Gruppendritter hinter den USA und Costa Rica vor Mexiko abgeschlossen, das sich über die Interkontinentalspiele gegen Neuseeland aber auch qualifizieren konnte. Panama, das am letzten Spieltag gegen die USA noch bis kurz vor Schluss mit 2:1 führte, womit die Mannschaft vor Mexiko lag, dann aber noch mit 2:3 verlor, und Jamaika schieden aus.
In Brasilien traf die honduranische Mannschaft im ersten Spiel auf Ex-Weltmeister Frankreich und hielt bis zur 44. Minute das 0:0. Erst nach einem Rempler von Wilson Palacios im Strafraum, der dafür die Gelb-Rote Karte erhielt und aufgrund dessen den Franzosen ein Strafstoß zugesprochen wurde, den Karim Benzema verwandelte, gerieten sie in Rückstand. Ein Eigentor von Torhüter Noel Valladares, bei dem erstmals die Torlinientechnologie zum Einsatz kam, brachte Honduras dann endgültig auf die Verliererstraße. Benzema erhöhte dann mit seinem zweiten Tor noch auf 3:0 für den Favoriten. Das zweite Spiel gegen Ecuador wurde mit 1:2 verloren und wie vier Jahre zuvor waren die Schweizer im letzten Gruppenspiel der Gegner. Diesmal musste sich Honduras aber mit 0:3 geschlagen geben und wartet damit immer noch auf den ersten WM-Sieg.

### Weltmeisterschaft 2018 in Russland
In der Qualifikation für die WM in Russland musste Honduras, das seit Dezember 2014 von Jorge Luis Pinto trainiert wird, erst in der vierten Runde eingreifen. Gegner waren Mexiko, El Salvador und Kanada. Mit je zwei Siegen, Remis und Niederlagen wurde Honduras Zweiter hinter Mexiko und erreichte die fünfte und abschließende Runde. Gegner dort sind Costa Rica, wieder Mexiko, Panama, Trinidad & Tobago und die USA. Nach vier von zehn Spielen lag die Mannschaft auf dem fünften Platz, der das Ausscheiden bedeutet hätte. Nachdem das fünfte Spiel verloren wurde, gelang die Wende und von den letzten fünf Spielen wurde keins mehr verloren. Mit zwei Siegen und drei Remis wurde noch der vierte Platz erreicht, wobei Honduras von einer Niederlage der USA am letzten Spieltag gegen die bereits ausgeschiedene Mannschaft von Trinidad und Tobago profitierte. Damit stand die Mannschaft in den interkontinentalen Playoffs gegen Australien. Nach einem torlosen Heimspiel konnte auch in Australien bis zur 53. Minute das 0:0 gehalten werden. Dann brachte Mile Jedinak die Australier in Führung und erhöhte dann auch noch durch zwei Elfmeter auf 3:0. Honduras Kapitän und Rekordnationalspieler Maynor Figueroa gelang in der Nachspielzeit nur noch der Ehrentreffer.

### Weltmeisterschaft 2022 in Katar
Da Honduras zu den fünf besten Teams der CONCACAF in der FIFA-Weltrangliste vom 16. Juli 2020 gehörte, musste Honduras erst in der dritten Runde der Qualifikation eingreifen. Die Mannschaft trifft dabei auf Costa Rica, Jamaika, Mexiko und die USA sowie El Salvador, Kanada und Panama, die sich für die dritte Runde qualifizieren mussten. Honduras startete im September 2021 mit zwei Remis (1:1 in Kanada und 0:0 in El Salvador) und verlor dann daheim mit 1:4 gegen die USA. Im Oktober folgte ein torloses Remis gegen Costa Rica, eine 0:3-Niederlage in Mexiko und eine 0:2-Heimniederlage gegen Jamaika. Daraufhin trennten sich die Wege von Honduras und Nationaltrainer Fabián Coito entlassen. Neuer Trainer wurde Hernán Darío Gómez. Aber auch unter ihm besserte sich die Lage nicht – die nächsten vier Spiele wurden verloren, so dass Honduras vor den letzten vier Spielen keine Chance mehr hatte, sich für die WM zu qualifizieren. In den letzten Spielen gelang dann auch nur noch ein Punktgewinn im drittletzten Spiel durch ein 1:1 in Panama.

## Rangliste der honduranischen WM-Spieler mit den meisten Einsätzen
01. Maynor Figueroa und Noel Valladares – 6 Einsätze bei 2 Turnieren
03. Róger Espinoza und Wilson Palacios – 5 Einsätze bei 2 Turnieren
05. Víctor Bernárdez Osman Chávez und Emilio Izaguirre – 4 Einsätze bei 2 Turnieren

## Rangliste der honduranischen WM-Spieler mit den meisten WM-Toren
01. Carlo Costly, Eduardo Laing und Héctor Zelaya – je 1 Tor

## WM-Kapitäne
- 1982: Ramón Maradiaga
- 2010: Amado Guevara (1. und 2. Spiel), Noel Valladares (3. Spiel)
- 2014: Noel Valladares

## Bei Weltmeisterschaften gesperrte Spieler
- 1982: Gilberto Yearwood erhielt im dritten Gruppenspiel in der 89. Spielminute die Rote Karte, die dann aber keinen weiteren Effekt hatte, da Honduras ausschied.
- 2010: Wilson Palacios hatte im dritten Gruppenspiel die zweite Gelbe Karte erhalten. Da die Mannschaft ausschied, hatte sie keinen Effekt.
- 2014: Wilson Palacios erhielt im ersten Gruppenspiel nach einem Foul die Gelb-Rote Karte und war für das zweite Gruppenspiel gesperrt.

## Anteil der im Ausland spielenden Spieler im WM-Kader
Bei der ersten Teilnahme wurde nur ein Legionär eingesetzt. Danach waren es etwas weniger als die Hälfte der Mannschaft.
| Jahr (Spiele) | Anzahl (Länder)                                                            | Spieler (Einsätze) |
| ------------- | -------------------------------------------------------------------------- | --- |
| 1982(3)       | 1 (in Spanien)                                                             | Gilberto Yearwood |
| 2010 (3)      | 9 (1 in Belgien, 2 in China, 3 in England, 2 in Italien, 1 in den USA)     | Víctor Bernárdez (1); Jerry Palacios (2), Mauricio Sabillón (1); Maynor Figueroa (3), Wilson Palacios (2), Hendry Thomas (2); Edgar Álvarez (2), David Suazo (2); Róger Espinoza (2)                                          |
| 2014 (3)      | 11 (1 in Belgien, 1 in China, 4 in England, 1 in Schottland, 4 in den USA) | Andy Najar (2); Osman Chávez (1); Róger Espinoza (3), Maynor Figueroa (3), Juan Carlos García (2), Wilson Palacios (2); Emilio Izaguirre (2); Jerry Bengtson (3), Víctor Bernárdez (3), Marvin Chávez (2), Boniek García (3), |

## Spiele
- Honduras bestritt bisher neun WM-Spiele. Davon wurde keins gewonnen, sechs verloren und drei endeten remis.
- Nur gegen Spanien und die Schweiz wurden bereits zwei WM-Spiele bestritten. Alle anderen WM-Spielpaarungen mit Honduras waren bisher einmalig.
- Honduras nahm nie am Eröffnungsspiel teil, spielte aber einmal – im ersten WM-Spiel – gegen den Gastgeber.
- Honduras verlor einmal (2010) gegen den späteren Weltmeister.
- Honduras spielte nie gegen den Titelverteidiger.
- Honduras traf nie auf einen WM-Neuling.

| Alle WM-Spiele |            |          |             |   |                    |               |                                |
| Nr.            | Datum      | Ergebnis | Gegner      |   | Austragungsort     | Anlass        | Bemerkung                      |
| 1.             | 16.06.1982 | 1:1      | Spanien     | A | Valencia (ESP)     | 1. Finalrunde | Erstes Spiel gegen Spanien     |
| 2.             | 21.06.1982 | 1:1      | Nordirland  | * | Saragossa (ESP)    | 1. Finalrunde | Erstes Spiel gegen Nordirland  |
| 3.             | 21.06.1982 | 0:1      | Jugoslawien | * | Saragossa (ESP)    | 1. Finalrunde | Erstes Spiel gegen Jugoslawien |
| 4.             | 16.06.2010 | 0:1      | Chile       | * | Nelspruit (ZAF)    | Vorrunde      |                                |
| 5.             | 21.06.2010 | 0:2      | Spanien     | * | Johannesburg (ZAF) | Vorrunde      |                                |
| 6.             | 25.06.2010 | 0:0      | Schweiz     | * | Bloemfontein (ZAF) | Vorrunde      | Erstes Spiel gegen die Schweiz |
| 6.             | 15.06.2014 | 0:3      | Frankreich  | * | Porto Alegre (BRA) | Vorrunde      | Erstes Spiel gegen Frankreich  |
| 8.             | 20.06.2014 | 1:2      | Ecuador     | * | Curitiba (BRA)     | Vorrunde      |                                |
| 9.             | 25.06.2014 | 0:3      | Schweiz     | * | Manaus (BRA)       | Vorrunde      |                                |

### Höchste Niederlagen
Gegen folgende Länder kassierte die Mannschaft ihre höchsten Niederlagen bei WM-Turnieren:
- Frankreich: Vorrunde 2014 - 0:3 (einziges Spiel gegen Frankreich)
- Jugoslawien: 1. Finalrunde 1982 - 0:1 (einziges Spiel gegen Jugoslawien)
- Schweiz: Vorrunde 2014 - 0:3 (einzige Niederlage gegen die Schweiz)
- Spanien: Vorrunde 2010 - 0:2 (einzige Niederlage gegen Spanien)

### Negativrekord
- Honduras hat von allen an WM-Endrunden bisher sieglosen Mannschaften die meisten Spiele (9) bestritten.